# Black Out (Roman)
Black Out ist ein 2010 erschienener Roman des deutschen Autors Andreas Eschbach. Der Roman handelt von einem jugendlichen Hacker, der weltweit gesucht wird und versucht, eine Bedrohung für die Menschheit aufzuhalten.
Der Roman wird durch die Bücher Hide Out und Time Out fortgesetzt.

## Inhalt
Der 17-jährige Christopher Kidd, genannt Computer-Kidd, ist ein Computergenie und wurde bekannt, als er als 13-Jähriger vom Arbeits-PC seiner Mutter ein Virus-Programm in die Software ihres Arbeitgebers einschleuste, da seine Mutter einen Fehler gemacht hatte und andernfalls das Haus der Großeltern verlor. Nach Aufdecken dieser Angelegenheit verlor seine Mutter ihren Arbeitsplatz. Die ganze Familie zog daraufhin nach England, wo sein Vater eine Arbeit bei einem Professor fand, der an den Möglichkeiten einer Hirnschnittstelle für mikroprozessorgesteuerte Prothesen forschte.
Ein Kollege von Christophers Vater beschließt auf eigene Faust, sich den ersten Prototyp des Computerchips implantieren zu lassen. Der Erfolg stellt sich ein, als er nun eine direkte, mit den Gedanken steuerbare Internetverbindung hat und damit zunächst bei Who Wants to Be a Millionaire? antritt. Mit dem gewonnenen Geld gründet er eine Firma und macht sich an die Aufgabe, so viele Menschen wie möglich mit den Computerchips zu vernetzen. Die Menschen bilden dadurch die sogenannte Kohärenz und verlieren ihre individuelle Identität. Nachdem auch Christophers Eltern zu sogenannten Upgradern geworden sind, zwingen sie ihren Sohn, ebenfalls der Kohärenz beizutreten.
Durch einen Defekt seines implantierten Chips kann Christopher diesen allerdings willkürlich abschalten. Er fasst den Plan, den berühmten Aussteiger Jeremiah Jones zu suchen, der jeglicher Technik misstraut, um ihm von der Bedrohung durch die Cyborg-ähnlichen Upgrader zu erzählen. Christopher macht sich mit Jones’ Tochter Serenity und deren Bruder Kyle auf die Suche nach der Aussteigerkolonie.
Christopher macht Jones und den anderen klar, wie groß die Bedrohung mittlerweile ist. Über hunderttausend Menschen sollen schon mit Chips ausgestattet, vernetzt und ihrer Identität beraubt worden sein, unter anderem auch die Verantwortlichen aller wichtigen Stellen bei Militär und Geheimdienst. Sie beschließen daraufhin, etwas dagegen zu tun.
Mit Jones und einigen anderen Aussteigern wollen sie eine Fabrikhalle im Silicon Valley, in der die Computerchips hergestellt werden, zerstören. Beim Eintreffen ist die Fabrik allerdings leer und Christopher wird von mehreren Upgradern sowie seinem Vater gefangen genommen. Sie wollen seinen defekten Chip durch einen zusätzlichen, intakten ergänzen. Christopher hackt sich mit seinem Computerchip-Implantat ins Internet ein und schafft es mit Hilfe seiner Fähigkeit, das nationale Stromnetz lahmzulegen und einen gigantischen Black Out zu provozieren. Sein Plan schlägt allerdings fehl. In letzter Sekunde kann die zu Hilfe eilende Gruppe um Jeremiah Jones die Upgrader überwältigen. Das Team kann mit Christophers Vater flüchten.
Der ebenfalls unter den Aussteigern lebende Professor, der damals die Forschungsgruppe der Hirnschnittstelle geleitet hatte, versucht den Chip von Christophers Vater zu entfernen. Christopher gesteht Jones, dass er nur seinen Vater retten wollte und erklärt, dass dies erst der Auftakt in einem großen Krieg gewesen sein kann.

## Hintergrund
Ein Teil der wissenschaftlichen Grundlagen des Buches ist schon heute Realität geworden: 
Die 52-jährige Jan Scheuermann wurde mit 37 Jahren gelähmt und ihr Gehirn konnte ihre Bewegungen nicht mehr steuern. Mit einer neuronalen Schnittstelle kann sie nur durch ihre Gedanken einen künstlichen Arm bewegen. Dieses Experiment, das bisher nur im Labor funktioniert, entspricht in etwa der Idee des Prothesenmachers Heinz Raumacher, dem Großvater von Christopher Kidd. Auch die Manipulation von Gehirnen durch elektrische Sensoren wurde in Tierversuchen bereits erfolgreich getestet.
Neurobiologen vom Massachusetts Institute of Technology ließen Mäuse glauben, sie hätten Elektroschocks erhalten, obwohl sie nur bestimmte Lichtimpulse empfangen hatten. Der Wissenschaftler Ed Boyden kann Mäuse auf Knopfdruck einschlafen und wieder aufwachen lassen. Die Wissenschaftler der Duke University North Carolina schafften es mit Helmen, die mit dem Gehirnen von Ratten verbunden wurden, die Tiere mit einem zusätzlichen Sinn auszustatten, mit dem sie über ihre Tasthaare Infrarotlicht erkennen können. Miguel Nicolelis hat es dort bereits geschafft, die Gehirne von zwei Ratten miteinander zu verbinden. Der Wissenschaftler glaubt, dass sich ein Netz von verbundenen Gehirnen bei Menschen so schnell ausbreiten würde wie einst das Internet.

## Figuren
Christophers Mutter
Christophers Mutter ist mit James Kidd liiert und hat einen Sohn namens Christopher Kidd, auch genannt Computer Kidd. Christophers Mutter ist in einfachen Verhältnissen aufgewachsen. Für sie war Geld wichtig, deshalb machte sie eine Banklehre, studierte Finanzwirtschaft und arbeitete später als eine der wenigen Frauen im Devisenhandel in einer Bank in Frankfurt. Dort lernte sie ihren Mann James Kidd kennen, der dort in der Computerabteilung arbeitete. Die Familie lebte in Frankfurt. Christopher wurde nach der Geburt zu Hause vom Vater betreut. Seine Mutter arbeitete weiter. Für sie war Arbeit und Erfolg von großer Bedeutung. Christopher wurde ein Computergenie. Computer Kidd schlich sich als Jugendlicher an den Arbeitsrechner seiner Mutter, da diese einen Fehler gemacht hatte und sonst Christophers Großeltern ihr Haus verkaufen müssten. Von dort aus infizierte er die ganze Welt mit einem Computervirus. Daraufhin wurde seine Mutter entlassen und die Familie zog nach London.
Christopher Kidd
Christopher Kidd ist der Sohn von James Kidd und Mrs. Kidd. Sein Großvater ist Prothesenmacher, seine Großmutter war Malerin, bis sie erblindete und schließlich starb. Seine besten Freunde sind Kyle und dessen Schwester Serenity. Christopher konnte bereits in der Grundschule besser als sein Vater programmieren. Er schickte ein Virus los, der das Netz für einige Tage lahmlegte.  Christopher ist bei den Rebellen, um die Kohärenz zu stoppen, da er darüber Bescheid weiß, weil er selbst einen, zum Glück fehlerhaften, Chip bekam.
James Kidd
Christophers Vater James Kidd lebte mit seiner Familie in Frankfurt, bis sein Sohn das System der Bank seiner Mutter hackte und die Medienaufmerksamkeit zu groß wurde. Daher zogen sie nach London, wo er für Doktor Connery arbeitet.
Auf einer Geschäftsreise wird ihm ein Chip eingepflanzt. Wenig später auch seiner Frau. Jetzt wird Christopher auch noch in die Kohärenz gebracht, doch sein Vater gibt ihm einen markierten, kaputten Chip. Diesen Chip kann Christopher abschalten und so kann er von der Kohärenz fliehen. Am Ende von „Black Out“ wird James der Chip von Doktor Connery und Doktor Lundkvist ausoperiert. Danach liegt James lange im Koma. Als er dann aber aufwacht ist er nicht mehr in der Kohärenz und normal.
Christophers Großmutter
Chris’ Großmutter war Malerin, doch ihre Bilder verkaufte sie nie oder nur für wenig Geld, da sie sich nicht von ihren Bildern trennen konnte. Im höheren Alter erblindete sie langsam durch eine seltene Krankheit. Das deprimierte sie, doch ihr Mann, ein Prothesenmacher, wusste auch nicht zu helfen. Sie stirbt schließlich durch einen Sturz von der Treppe.
Dr. Connery
Dr. Connery ist der Chirurg, der zusammen mit Christopher, Linus und Christopher’s Vater an der Entschlüsselung des Sehnervs arbeitete. Er floh zu Jeremiah Jones, nachdem Linus sich den Interfacecomputer einpflanzen ließ und Christophers Vater zusammen mit Dr. Lundkvist den Chip entnimmt. 
Heinz Raumeister
Heinz Raumeister, Großvater von Christopher Kidd und Vater von James Kidd, ist mit der Großmutter von Christopher Kidd verheiratet. Heinz Raumeister ist Prothesenmacher und hat schon immer dafür gekämpft, dass Leute, die in Kriegsgebieten einen Arm oder ein Bein verloren hatten, wieder ihren Arm oder ihr Bein benutzen können, obwohl sie wenig Geld hatten. Er hatte nur eine nebensächliche Handlung für das Buch. Christopher hatte eine gute Verbindung zu seinem Großvater. Heinz Raumacher konnte jedoch nicht wirklich von dem Verdienst der Prothesenarbeit leben.
Die Kohärenz
Die Kohärenz ist der (böse) Zusammenschluss der Menschen, die sich einen der im Buch beschriebenen Computerchips ins Hirn pflanzen haben lassen. Unter ihnen befinden sich die sogenannten Upgrader, deren Aufgabe es ist, mehr Menschen dazu zu bringen, der Kohärenz beizutreten. Da die Mitglieder der Kohärenz über die Chips vernetzt sind, können sie sich über Gedankenübertragung Informationen mitteilen.
Jeremiah Jones
Er ist der Vater von Serenity und Kyle. Er ist der Leiter eines Camps, indem es keine Technik gibt. Im Fernsehen behaupteten sie, dass er einen Kindergarten gesprengt habe, doch Christopher hat herausgefunden, dass dies gar nicht stimmte. Er kann Christopher helfen, den Chip von Dr. Connery entfernen zu lassen, der sich auch im Camp befindet.
Lilian Jones
Lilian Jones ist die Mutter von Kyle und Serenity. Sie ist auch die Ehefrau von Jeremiah Jones, hat sich aber von ihm getrennt. Sie hat dunkle, fast schwarze, lockige Haare und schwarze Augen. Sie lügt selten und man sieht ihr keine Gefühlsregung an.
Serenity und Kyle
Serenity und Kyle Jones sind Tochter und Sohn von Jeremiah Jones und Lilian Jones. Sie wuchsen ohne Technik auf und sie haben beide bis heute noch kein Handy. Ihre Eltern trennten sich als die beiden noch Kinder waren. Seitdem leben Serenity und Kyle bei ihrer Mutter. Im Gegensatz zu Serenity hatte Kyle schon vorher Kontakt mit ihrem Vater. Serenity lernt Christopher kennen. Trotz anfänglichen Misstrauens mögen die beiden Geschwister, besonders Serenity, Christopher. Serenity befreundet sich im Camp mit dem Indianermädchen Madonna. Die beiden bringen Christopher zu ihrem Vater, wo Serenity ihn das erste Mal nach der Trennung trifft. Während Kyle beim Plan die Fabrik zu sprengen mitkommt, ist Serenity mit ihrer Stiefmutter Melanie und Madonna als Telefonwache eingeteilt.
Linus Meany und Ayumi
Linus Meany ist ein ehemaliger Mitarbeiter im Labor von Dr. Connery. Er ließ sich als erster Mensch ein Interface implantieren. Über den damit entstandenen Internetzugang in seinem Gehirn gewann er bei der englischen Fernsehserie Who Wants to Be a Millionaire?. Daraufhin zog er sich nach Singapur in Asien zurück. Dort gründete er eine Firma, die sich auf Biotechnik spezialisierte. Außerdem stellte sie die Chips her, die die Kohärenz verbinden. Er war eines der ersten Mitglieder der Kohärenz und versuchte Christopher und dessen Eltern schon in Singapur in die Kohärenz aufzunehmen, was allerdings scheiterte, weil diesen die Flucht gelang. Zu seinem Aussehen gehören ein stämmiger Körper mit breiten Schultern sowie sehr viele Tätowierungen und Piercings. Außerdem besitzt er einen Rubin im Schneidezahn. In seinen Taschen findet man immer das neuste Elektrospielzeug und ab und zu verhält er sich ein wenig sexualisiert. Seine Freundin Ayumi stammt vermutlich aus Singapur und ist bildschön. Außerdem spricht sie hervorragendes Englisch, was sich beim Aufenthalt in Singapur zeigt. Sie war wie ihr Freund ebenfalls eines der ersten Mitglieder der Kohärenz.

## Themen
Zentrales Thema des Buches ist die Kritik an der modernen (Computer-)Technik. Christopher Kidd – und zahlreiche andere im Buch vorkommende Personen – sind Cyborgs, denen ein Chip implantiert wurde, mit dem sie miteinander kommunizieren können, und der es ihnen ermöglicht, bzw. sie dazu zwingt, gemeinsam als die sogenannte „Kohärenz“ eine mentale Einheit mit einem einzigen zentralen Bewusstsein zu bilden.
Eschbach verarbeitet in diesem Buch zentrale Gedanken von Joseph Weizenbaum und Neil Postman, das Aussteigen von Jeremiah Jones erinnert an Henry David Thoreau, der ihm vorgeworfene Terrorismus an Theodore Kaczynski.

## Reihe
Der Roman ist als Trilogie konzipiert. Im November 2011 wurde mit Hide Out der zweite Band veröffentlicht. Der dritte Band Time Out erschien im August 2012.

## Hörbücher
- Andreas Eschbach: Black Out. Sprecher: Stefan Kaminski, Würzburg 2010, ISBN 978-3-401-26062-4.

## Belege
1. ↑  Andreas Eschbach: Neue Jugendbuchserie startet: BLACK*OUT